# Младомир Милутиновић
др Младомир Милутиновић (Ариље, 1967.) доктор је техничких наука и редовни професор на Факултету техничких наука у Новом Саду. Средњу школу је завршио у Пожези а дипломирао на Факултету техничких наука 1994.Такође од 1994. запослен је на ФТН-у, магистрирао је 2001. а докторирао 2013. Доцент постаје 2013, ванредни професор од 2018. а у звање редовног професора изабран је 2023. Аутор је и коаутор преко 120 научних и стручних радова.

## Радови
- Конструкција и прорачун хидрауличне пресе (дипломски)
- Прилог истраживању утицаја геометрије алата и геометрије припремка на течење метала и параметер процеса код хладног утискивања (магистратура)
- ИСТРАЖИВАЊЕ ТАЧНОСТИ ОБРАТКА У ПРОЦЕСИМА ХЛАДНОГ ЗАПРЕМИНСКОГ ДЕФОРМИСАЊА (докторат)